# Ghost House Pictures
Pour les articles homonymes, voir Ghost house.
Ghost House Pictures est une société de production de cinéma américaine, créée par Sam Raimi et Robert Tapert en 2002. Basée à Beverly Hills, elle est spécialisée dans la production de films et séries télévisées horrifiques. Elle a notamment produit les films The Grudge, 30 Jours de nuit, Jusqu'en enfer, Evil Dead et Don't Breathe : La Maison des ténèbres.

## Historique
Fondée au début des années 2000, Ghost House Pictures produit son premier film, The Grudge de Takashi Shimizu, remake de son propre Ju-on: The Grudge. Ce sera un immense succès mondial : produit pour seulement 10 millions de dollars, le film en récolte 187 millions dans le monde,.

## Filmographie
Sauf indication contraire, les informations mentionnées dans cette section peuvent être confirmées par la base de données cinématographiques IMDb,  présente dans la section « Liens externes ».

### Cinéma
- 2004 : The Grudge de Takashi Shimizu
- 2005 : Boogeyman de Stephen T. Kay
- 2006 : The Grudge 2 de Takashi Shimizu
- 2007 : Les Messagers (The Messengers) d'Oxide Pang Chun et Danny Pang
- 2007 : Rise (Rise: Blood Hunter) de Sebastian Gutierrez
- 2007 : 30 jours de nuit (30 Days of Night) de David Slade
- 2007 : Boogeyman 2 de Jeff Betancourt
- 2008 : Boogeyman 3 de Gary Jones
- 2009 : The Grudge 3 de Toby Wilkins
- 2009 : Jusqu'en enfer (Drag Me to Hell) de Sam Raimi
- 2009 : Messengers 2: The Scarecrow de Martin Barnewitz
- 2010 : 30 Jours de nuit : Jours sombres (30 Days of Night: Dark Days) de Ben Ketai
- 2012 : Possédée (The Possession) d'Ole Bornedal
- 2013 : Evil Dead de Fede Álvarez
- 2015 : Poltergeist de Gil Kenan
- 2016 : Don't Breathe : La Maison des ténèbres (Don't Breathe) de Fede Álvarez
- 2020 : The Grudge de Nicolas Pesce
- 2021 : La Chapelle du diable (The Unholy) d'Evan Spiliotopoulos
- 2021 : Don't Breathe 2 de Rodo Sayagues
- 2021 : Les Pages de l'angoisse (Nightbooks) de David Yarovesky
- 2023 : Evil Dead Rise de Lee Cronin
- 2026 : Evil Dead Burn de Sébastien Vaniček

#### Ghost House Underground
Cette division est principalement consacrée à la distribution aux Etats-Unis de films étrangers (Danemark, Finlande, Nouvelle-Zélande, Russie, ...).
- 2006 : Il bosco fuori de  Gabriele Albanesi
- 2007 : The Substitute d'Ole Bornedal
- 2007 : Trackman d'Igor Chavlak
- 2008 : The Tattooist de Peter Burger
- 2008 : Brotherhood of Blood de Michael Roesch et Peter Scheerer
- 2008 : Dark Floors de Pete Riski
- 2008 : No Man's Land: The Rise of Reeker de Dave Payne
- 2008 : Dance of the Dead de Gregg Bishop
- 2008 : The Children de Tom Shankland
- 2009 : The Thaw de Mark A. Lewis

### Télévision
- 2007 : Devil's Trade
- 2007 : 30 Days of Night: Blood Trails
- 2008 : 30 Days of Night: Dust to Dust
- 2009 : 13: Fear Is Real (téléréalité)
- 2010 : Zombie Roadkill